# Damion
Damion ist ein englischer männlicher Vorname. Es handelt sich um eine Nebenform des Namens Damian.

## Bekannte Namensträger
- Damion Davis (* 1980), deutscher Musiker, Schauspieler und Filmemacher
- Damion Hahn (* 1980), US-amerikanischer Ringer
- Damion Scott (* 1976), US-amerikanischer Comiczeichner
- Damion Downs (* 2004), US-amerikanischer Fußballspieler